# Philippe Martin (pilote automobile)
Pour les articles homonymes, voir Martin et Philippe Martin.
Pas d'image ? Cliquez ici

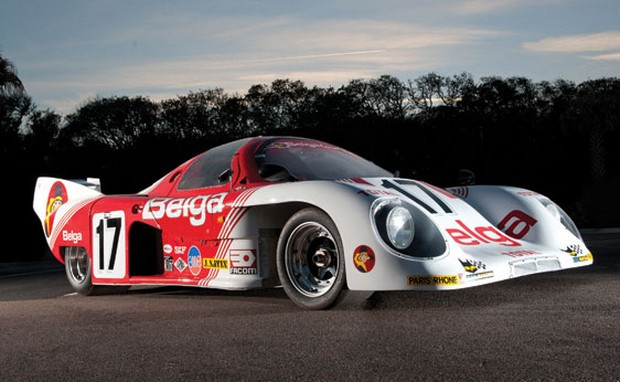

Philippe Martin est un pilote automobile belge né le 26 janvier 1955.

## Palmarès
- Vainqueur des 24 Heures de Spa en 1979 et 1980
- Vainqueur de la catégorie GTP aux 24 Heures du Mans 1980

## Résultats aux 24 Heures du Mans
| Année | Voiture            | Équipe                  | Équipiers                             | Résultat |
| ----- | ------------------ | ----------------------- | ------------------------------------- | -------- |
| 1980  | Rondeau M379       | Belga Jean Rondeau      | Gordon Spice / Jean-Michel Martin     | 3e       |
| 1981  | De Cadenet-Lola LM | Alain de Cadenet Belga  | Alain de Cadenet / Jean-Michel Martin | Abandon  |
| 1982  | Porsche 936C       | Belga Team Joest Racing | Bob Wollek / Jean-Michel Martin       | Abandon  |
| 1983  | Porsche 936J       | Belga Team Joest Racing | Jean-Michel Martin / Marc Duez        | Abandon  |
| 1984  | Mazda 727C         | Mazdaspeed Co. Ltd.     | David Kennedy / Jean-Michel Martin    | 15e      |
| 1985  | Mazda 737C         | Mazdaspeed Co. Ltd.     | David Kennedy / Jean-Michel Martin    | 19e      |